# Andrea Vatteroni
Andrea Vatteroni (La Spezia, 3 luglio 1969) è un ex ciclista su strada italiano, professionista dal 1995 al 1998.

## Palmarès

### Strada
- 1994 (Dilettanti)

Gran Premio Industrie del Marmo
- 2000 (Dilettanti)

Giro del Valdarno
Giro del Piave

## Piazzamenti

### Grandi Giri
- Giro d'Italia

1995: 77º
1996: ritirato (21ª tappa)
1997: ritirato (19ª tappa)
1998: 87º
- Vuelta a España

1996: ritirato (14ª tappa)
1997: ritirato (17ª tappa)

### Classiche monumento
- Milano-Sanremo

1997: 133º